# Battaglia di Palermo (1676)
La battaglia di Palermo ebbe luogo il 2 giugno del 1676 quando l'ammiraglio francese Anne Hilarion de Costentin de Tourville, mosse la sua flotta composta da 28 navi contro la flotta congiunta ispano-olandese di stanza a Palermo.
La marina olando-spagnola reduce dalla sconfitta di Augusta, venne colta di sorpresa mentre era intenta in riparazioni urgenti: con il vento contrario, non fu in grado di respingere gli attacchi della flotta francese, le cui piccole navi incendiarie (brulotti) riuscirono a forzare le difese e ad incendiare 3 navi olandesi e 4 spagnole.
Questa battaglia assicurò alla Francia il completo controllo del Mediterraneo per tutta la durata del conflitto (Trattato di Nimega del 1678).